# Terra Nova d'Oeste
Terra Nova d'Oeste é um distrito do município brasileiro de Santa Mercedes, no interior do estado de São Paulo.

## História

### Formação administrativa
- Distrito criado pela Lei n° 2.456 de 30/12/1953, com sede no povoado de Terra Nova e com território desmembrado do distrito de Santa Mercedes e do distrito da sede do município de Tupi Paulista[3][4].
- Lei n° 8.092 de 28/02/1964 - transfere o distrito para o município de Nova Guataporanga[5].
- Decreto-Lei n° 163 de 18/11/1969 - reintegra o distrito de Terra Nova d'Oeste no município de Santa Mercedes[6].

## Geografia

### Demografia

#### População urbana
| Crescimento população urbana | Crescimento população urbana | Crescimento população urbana | Crescimento população urbana |
| Censo                        | Pop.                         |                              | %±                           |
| ---------------------------- | ---------------------------- | ---------------------------- | ---------------------------- |
| 1960                         | 532                          |                              | —                            |
| 1970                         | 369                          |                              | −30,6%                       |
| 1980                         | 560                          |                              | 51,8%                        |
| 1991                         | 488                          |                              | −12,9%                       |
| 2000                         | 448                          |                              | −8,2%                        |
| 2010                         | 444                          |                              | −0,9%                        |
| Fonte: IBGE e Fundação SEADE |                              |                              |                              |

#### População total
Pelo Censo 2010 (IBGE) a população total do distrito era de 496 habitantes.

### Área territorial
A área territorial do distrito é de 19,621 km².

### Rodovias
O principal acesso ao distrito é a estrada vicinal Nova Guataporanga-Terra Nova d'Oeste.

## Serviços públicos

### Registro civil
Atualmente é feito na sede do município, pois o Cartório de Registro Civil das Pessoas Naturais do distrito foi extinto pelo  Tribunal de Justiça do Estado de São Paulo, e seu acervo foi recolhido ao cartório do distrito sede.

### Saneamento
O serviço de abastecimento de água é feito pela Companhia de Saneamento Básico do Estado de São Paulo (SABESP).

### Energia
A responsável pelo abastecimento de energia elétrica é a Neoenergia Elektro, antiga CESP.

## Religião
O Cristianismo se faz presente no distrito da seguinte forma:

### Igreja Católica
- A igreja faz parte da Diocese de Marília[18].